# Stachyris thoracica
El timalí cuelliblanco (Stachyris thoracica) es una especie de ave paseriforme de la familia Timaliidae endémica de Java y Bali. 

## Distribución y hábitat
El timalí cuelliblanco se encuentra únicamente en las islas de Java y Bali. Su hábitat natural son los bosques húmedos tropicales. Está amenazado por la pérdida de hábitat.